# شبكة الجامعات البحرية الفرنسية
تجمع الشبكة الفرنسية للجامعات البحرية بين المؤسسات التي تقدم التعليم وتطوير البحث والمراقبة في مجالات البحر والسواحل،  في مجالات متعددة التخصصات.
ويمثل الاتحاد الجامعات الفرنسية في المجلس البحري الأوروبي، إلى جانب المركز الوطني الفرنسي للبحث العلمي ومعهد الأبحاث الفرنسي لاستغلال البحار.

## المحطات والمراصد البحرية
معظم الجامعات لديها محطات بحرية خاصة بها.

## التخصصات
- علم الأحياء البحرية
- فيزياء المحيطات
- علوم الأرض
- علم البيئة
- الهندسة
- الجغرافيا
- الكيمياء البحرية
- المناخ
- القانون
- الاقتصاد
- الطاقة البحرية

## الجامعات الشريكة
- جامعة إيكس مرسيليا [3]
- جامعة السوربون
- جامعة بريتاني الغربية
- جامعة بريتاني الجنوبية
- جامعة كاين
- جامعة ليل
- جامعة ليتورال كوت دوبال
- جامعة نانت
- جامعة لاروشيل
- جامعة بوردو
- جامعة تولوز الثالث – بول ساباتير
- جامعة بربينيان
- جامعة مونبلييه
- جامعة نيس صوفيا أنتيبوليس
- جامعة تولون

## المذكرات و المراجع
1. ↑  "Universités marines : convention de réseau officialisée". www.letelegramme.fr. 12 avril 2013. مؤرشف من الأصل في 3 أكتوبر 2023. اطلع عليه بتاريخ 18 juillet 2013. {{استشهاد ويب}}: تحقق من التاريخ في: |تاريخ الوصول= و|تاريخ= (مساعدة)
2. ↑  "14 universités marines renforcent leur coopération - Brest". www.ouest-france.fr. 10 avril 2013. مؤرشف من الأصل في 2023-09-05. اطلع عليه بتاريخ 18 juillet 2013. {{استشهاد ويب}}: تحقق من التاريخ في: |تاريخ الوصول= و|تاريخ= (مساعدة)
3. ↑  "Institut Méditerranée d'Océanologie - membre des universités marines". مؤرشف من الأصل في 2018-01-26.

## انظر كذلك

### روابط خارجية
- الموقع الرسمي
- المجلس البحري الأوروبي